# Восточный Кондыколь
Кондыколь, восточный (каз. Қондыкөл) — озеро в Узункольском районе Костанайской области Казахстана. Находится в 16 км к юго-востоку от села Пресногорьковка.
По данным топографической съёмки 1959 года, площадь поверхности озера составляет 1,03 км². Наибольшая длина озера — 2,2 км, наибольшая ширина — 0,7 км. Длина береговой линии составляет 5,2 км, развитие береговой линии — 1,44. Озеро расположено на высоте 154,8 м над уровнем моря.